# Lichniini
Lichniini is een tribus uit de familie van bladsprietkevers (Scarabaeidae). 